# Импинджмент-синдром плечевого сустава
Импинджмент-синдром плечевого сустава (Код МКБ: M75.4 — Синдром удара плеча) — синдром, включающий тендинит (воспаление сухожилий) мышц вращающей манжеты, когда они проходят через субакромиальное пространство — проход под акромионом. Это особенно связано с тендинитом надостной мышцы. Это может привести к боли, слабости и потере подвижности плеча.

## Признаки и симптомы
Наиболее частыми симптомами синдрома импинджмента являются боль, слабость и потеря подвижности в поражённом плече. Боль часто усиливается при движении руки над головой и может возникать ночью, особенно в положении лёжа на поражённом плече. Начало боли может быть острым из-за травмы или незаметно начинающимся из-за постепенного процесса, такого как возникновения шпор остеоартроза. Боль описывается как тупая, а не острая и сохраняется в течение длительного времени, из-за чего трудно заснуть. Другие симптомы могут включать ощущение скрежета или щелчка во время движения плеча.
Диапазон движений плеча может быть ограничен из-за боли. Во время подъёма руки вперед от 60° до 120° может присутствовать болезненная дуга движения. Пассивное движение плеча будет казаться болезненным, если к акромиону приложить силу, направленную вниз, но боль уменьшится, когда сила будет устранена.

## Причины
| Тип          | Вид | Распространённость | Угол переднего наклона |
| ------------ | --- | ------------------ | ---------------------- |
| Плоский      |     | 17,1 %             | 13,18                  |
| Закруглённый |     | 42,9 %             | 29,98                  |
| Крючковидный |     | 39,3 %             | 26,98                  |

При поднятии руки сужается субакромиальное пространство (промежуток между передним краем акромиона и головкой плечевой кости); через это пространство проходит сухожилие надостной мышцы. Всё, что вызывает дальнейшее сужение, имеет тенденцию задевать сухожилие и вызывать воспалительную реакцию, что приводит к синдрому соударения. Такими причинами могут быть костные структуры, такие как субакромиальные шпоры (костные выступы из акромиона), остеоартрозные шпоры на акромиально-ключичном суставе и вариации формы акромиона. Утолщение или кальцификация коракоакромиальной связки также может вызывать соударение. Потеря функции мышц вращающей манжеты из-за травмы или потери силы может вызвать смещение плечевой кости вверх, что приведет к импинджменту. Воспаление и последующее утолщение субакромиальной сумки также могут вызывать импинджмент.
Упражнения с отягощениями, при которых руки подняты выше уровня плеч, но находятся в положении с внутренним вращением, например, в вертикальном ряду, были предложены как причина субакромиального импинджмента. Другой частой причиной синдрома импинджмента является ограничение диапазона движений лопаточно-грудных поверхностей. Обычно одно или несколько рёбер между ребром 2 и ребром 7/8 на стороне импинджмента могут немного выступать и/или ощущаться жёсткими, когда человек подпрыгивает на нём или на них. Когда это происходит, лопатка поднимается и наклоняется вперёд. Это, в свою очередь, выталкивает акромион и головку плечевой кости из их обычного анатомического положения, оказывая давление вниз на головку плечевой кости в месте расположения нерва, вызывая синдром импинджмента. Об этом наглядно свидетельствует слегка приподнятый и вытянутый плечевой пояс. Примечание: плечевая кость смещается вперёд в этом положении, заставляя более выступающую часть плечевой кости давить вверх по направлению к акромиону.

## Механизм
Лопатка играет важную роль при синдроме соударения плеча. Это широкая плоская кость, лежащая на задней стенке грудной клетки, которая обеспечивает прикрепление трёх различных групп мышц. Внутренние мышцы лопатки включают мышцы вращающей манжеты — подлопаточную, подостную, малую круглую и надостную. Эти мышцы прикрепляются к поверхности лопатки и отвечают за внутреннее и внешнее вращение плечевого сустава, а также за отведение плечевой кости. Внешние мышцы включают двуглавую, трёхглавую и дельтовидную мышцы и прикрепляются к клювовидному отростку и супрагленоидному бугорку лопатки, инфрагленоидному бугорку лопатки и позвоночнику лопатки. Эти мышцы отвечают за несколько действий плечевого сустава. Третья группа, которая в основном отвечает за стабилизацию и вращение лопатки, состоит из трапециевидных, передних зубчатых мышц, поднимающих лопаток и ромбовидных мышц, которые прикрепляются к медиальному, верхнему и нижнему краям лопатки. Каждая из этих мышц играет свою роль в функции плеча и должна быть сбалансирована с другими, чтобы избежать патологии плеча.
Нарушение функции лопатки называется дискинезом лопатки. Одно из действий, которое лопатка выполняет во время броскового или подающего движения, — это приподнимание отростка акромиона, чтобы избежать удара сухожилий вращающей манжеты. Если лопатка не может должным образом поднять акромион, во время фазы взведения и ускорения упражнений над головой может произойти столкновение. Двумя мышцами, наиболее часто тормозящимися во время этой первой части движения над головой, являются передняя зубчатая мышца и нижняя трапециевидная мышца. Эти две мышцы действуют как силовая пара в плечевом суставе, чтобы должным образом поднять акромионный отросток, и, если существует мышечный дисбаланс, может развиться удар плеча.
Лопатку также можно сместить, если расположенное глубоко в ней ребро не двигается правильно. Часто в случае синдрома соударения плеча лопатка может быть отклонена так, что плечо на пораженной стороне выглядит вытянутым. Рёбра, которые могут вызвать такую антеверсию лопатки, включают ребра 2-8.

## Диагностика

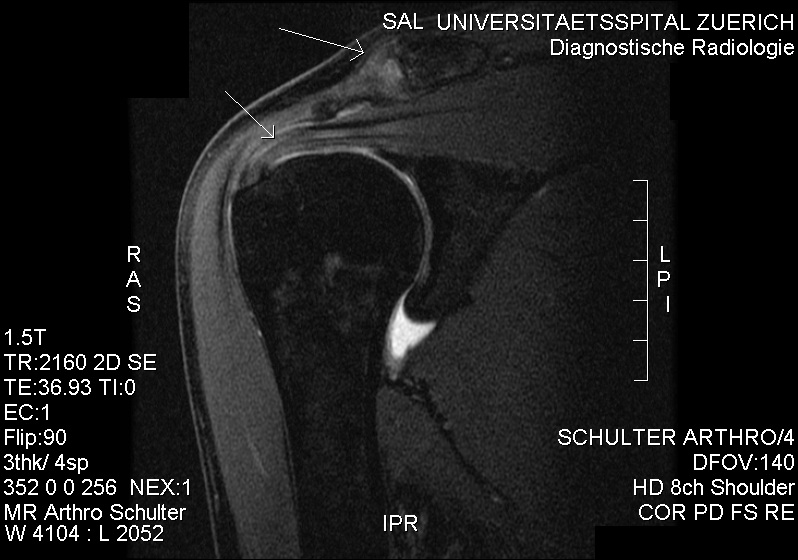
МРТ показывает субакромиальный импинджмент с частичным разрывом сухожилия надостной мышцы, но без ретракции или жировой дегенерации надостной мышцы.

Синдром импинджмента может быть диагностирован с помощью целевого анамнеза и физического обследования, но также утверждалось, что необходима по крайней мере медицинская визуализация (обычно сначала рентген) и / или реакция на инъекцию местного анестетика для проработки.
Во время физического осмотра врач может повернуть или поднять руку пациента, чтобы проверить воспроизводимость боли (признак Нира и тест Хокинса-Кеннеди). Эти тесты помогают локализовать патологию вращательной манжеты; однако они не являются специфическими для импинджмента. Признак Neer также может наблюдаться при субакромиальном бурсите.

### Ответ на местный анестетик
Врач может ввести лидокаин (обычно в сочетании со стероидом) в сумку, и если наблюдается улучшение диапазона движений и уменьшение боли, это считается положительным «тестом на импинджмент». Он не только поддерживает диагноз синдрома соударения, но и является терапевтическим.

### Визуализация
Обычные рентгеновские снимки плеча могут использоваться для выявления некоторых патологий суставов и изменений в костях, включая акромиально-ключичный артрит, изменения акромиона и кальциноза. Однако рентген не позволяет визуализировать мягкие ткани и поэтому имеет низкую диагностическую ценность. Ультрасонография, артрография и МРТ могут использоваться для выявления патологии мышц вращательной манжеты. МРТ — лучший визуализирующий тест перед артроскопической операцией. Из-за недостаточного понимания патоэтиологии и отсутствия диагностической точности в процессе оценки многими врачами перед вмешательством рекомендуется несколько мнений. 

## Лечение
Синдром импинджмента обычно лечится консервативно, но иногда его лечат артроскопической или открытой операцией. Консервативное лечение включает отдых, прекращение болезненной активности и физиотерапию. Лечебная физкультура обычно направлена на поддержание диапазона движений, улучшение осанки, укрепление мышц плеча и уменьшение боли. Для снятия боли можно использовать НПВП и пакеты со льдом.
Лечебная гимнастика может быть более благоприятным вмешательством по сравнению с подходами к пассивному лечению, электротерапией и плацебо. Упражнения могут помочь восстановить лопаточно-плечевой ритм и контроль над лопаткой, что может уменьшить боль.

### Стероиды
Терапевтические инъекции кортикостероидов и местных анестетиков могут использоваться при стойком синдроме импинджмента. Общее количество инъекций обычно ограничивается тремя из-за возможных побочных эффектов кортикостероидов. Обзор 2017 года показал, что инъекции кортикостероидов дают лишь незначительное и временное облегчение боли.

### Хирургия
Доступен ряд хирургических вмешательств в зависимости от характера и локализации патологии. Операция может быть артроскопической или открытой. Структуры импинджмента могут быть удалены хирургическим путем, а субакромиальное пространство может быть расширено путем резекции дистального отдела ключицы и иссечения остеофитов на нижней поверхности акромиально-ключичного сустава. Поврежденные мышцы вращательной манжеты можно восстановить хирургическим путем.
Обзор 2019 года показал, что есть аргументы против декомпрессионной операции при боли в плече более 3 месяцев без травм в анамнезе. Недавний метаанализ также подтвердил, что ранняя SIS, вероятно, выиграет от неоперационных методов лечения, а хирургическую открытую декомпрессию следует рассматривать только при хронических проявлениях.

## История
Сообщение об импинджмент-синдроме было в 1852 году. Ранее считалось, что ущемление плеча спровоцировано отведением плеча и хирургическим вмешательством, направленным на боковую или полную акромионэктомию. В 1972 году Чарльз Нир предположил, что импинджмент возникал из-за передней трети акромиона и коракоакромиальной связки, и предложил хирургическое вмешательство в этих областях. Роль передне-нижнего () отдела акромиона в синдроме соударения и иссечении частей передне-нижнего акромиона стала ключевой частью хирургического лечения синдрома.

## Критика
Субакромиальный импинджмент не свободен от критики:
1. Во-первых, определение типа акромиона показывает низкую надежность как внутри, так и между наблюдателями[24][25].
2. Во-вторых, компьютерное трёхмерное исследование не подтвердило импинджмент какой-либо частью акромиона с сухожилиями вращательной манжеты в различных положениях плеча[26].
3. В-третьих, большинство разрывов манжеты неполной толщины не происходит на поверхностных волокнах бурсальной сумки, где действительно происходит механическое истирание акромиона[27][28].
4. В-четвертых, было высказано предположение, что разрывы манжеты на бурсальной поверхности могут быть причиной субакромиальных шпор, а не наоборот[29][30][31][32].
5. И, наконец, появляется все больше доказательств того, что обычная акромиопластика может не потребоваться для успешного восстановления вращающей манжеты, что было бы неожиданным открытием, если бы акромиальная форма играла основную роль в образовании повреждений сухожилий[33].

Таким образом, несмотря на то, что это популярная теория, большая часть доказательств предполагает, что субакромиальный импинджмент, вероятно, не играет доминирующей роли во многих случаях заболевания вращательной манжеты плеча.